# Gaston Thorn
Pour les articles homonymes, voir Thorn.
Gaston Egmont Thorn, né le 3 septembre 1928 à Luxembourg et mort le 26 août 2007 dans la même ville, est un homme d'État luxembourgeois, Premier ministre du Luxembourg de 1974 à 1979, président de la Commission européenne entre 1981 et 1985, ainsi que président de l'Assemblée générale des Nations unies en 1975. Membre du Parti démocratique, il fait par la suite carrière dans le secteur privé, notamment à la tête de la CLT-UFA et de la BIL.

## Biographie
En 1943, pendant la Seconde Guerre mondiale, Gaston Thorn, alors âgé de 15 ans, est arrêté par l’occupant allemand et détenu durant plusieurs mois dans un camp de correction pour avoir organisé une manifestation d'étudiants contre le recrutement forcé des citoyens luxembourgeois dans l'armée allemande. Après la guerre, il est étudiant en droit aux universités de Montpellier, de Lausanne et de Paris. Proclamé docteur en droit, par le système de la collation des grades alors en vigueur au Grand-Duché, il s'inscrit au barreau de Luxembourg. Durant ses années d'études supérieures, il présida l'Union nationale des étudiants du Luxembourg (UNEL) ainsi que la Conférence internationale des étudiants. Après réussite des épreuves ad hoc, il fut assermenté en tant qu'avocat-avoué au barreau de Luxembourg en 1956. Marié à Liliane Thorn-Petit (1933-2008), une journaliste, il est le père du magistrat Alain Thorn et a par ailleurs deux petits-fils.

## Carrière politique

Les dirigeants des États membres du G7 de 1983 devant le capitole de Williamsburg. De gauche à droite : Pierre Trudeau, Gaston Thorn, Helmut Kohl, François Mitterrand, Ronald Reagan, Yasuhiro Nakasone, Margaret Thatcher et Amintore Fanfani.

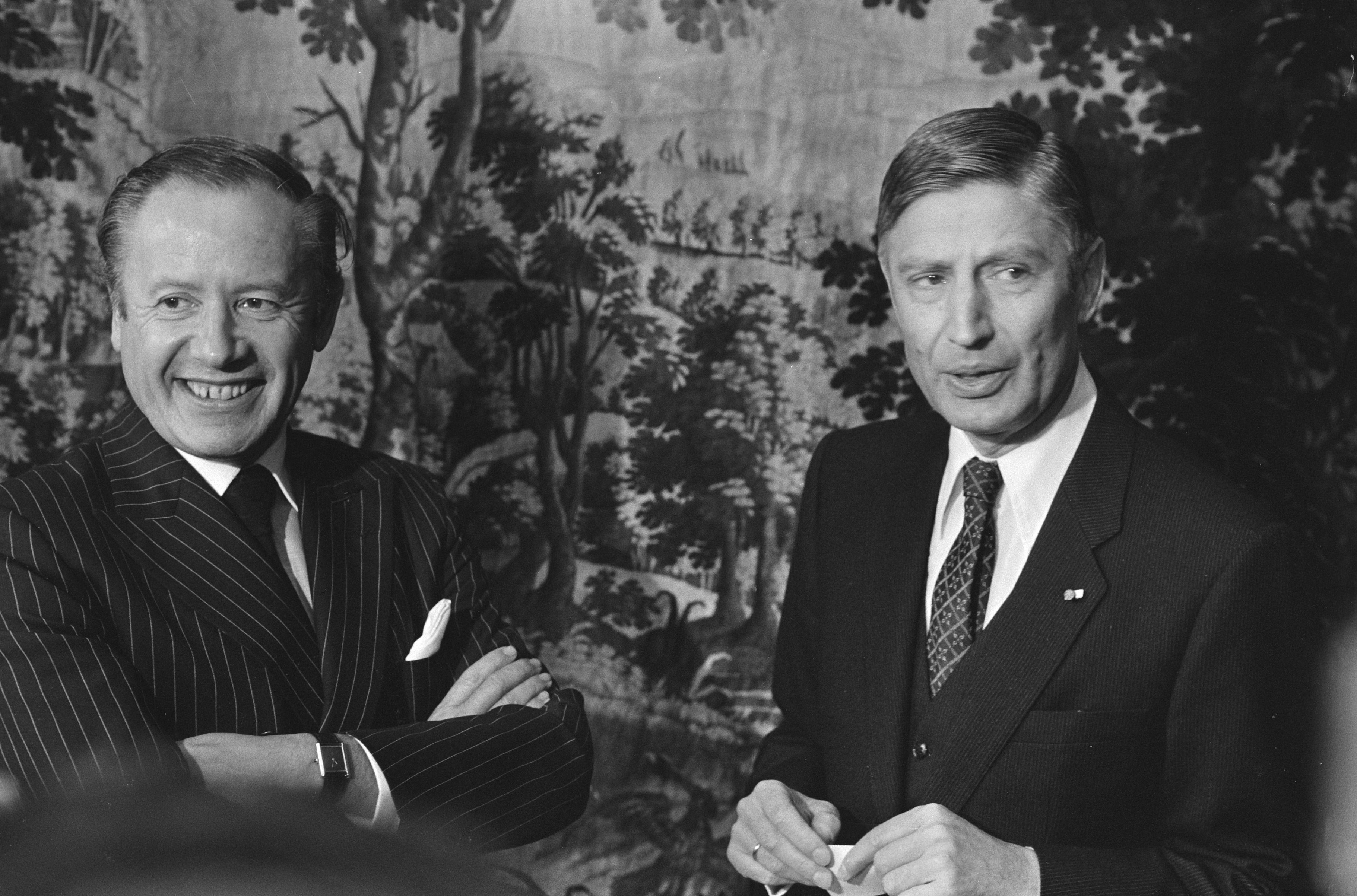
Le Premier ministre des Pays-Bas Dries van Agt (à droite) avec le président de la Commission européenne en attente de prise de fonction Gaston Thorn (à gauche), en 1980.

Thorn est député du Parti démocratique (PD) à la Chambre à partir de 1959, constamment réélu jusqu'à sa nomination à la tête du gouvernement. Il est président du PD de 1961 à 1969 et à nouveau entre 1971 et 1980. Il est maire-adjoint de la capitale du Grand-Duché de 1951 à 1963 et membre du Parlement européen de 1959 à 1969.
En 1968, il devient ministre des Affaires étrangères et du Commerce extérieur, ministre du Service civil, de l’Éducation physique et du Sport. De 1977 à 1980, il est ministre des Affaires économiques. Il est ensuite Premier ministre depuis mai 1974 jusqu’en 1979. À la tête d'une coalition inédite entre les libéraux et les socialistes, il était le premier Premier ministre luxembourgeois à ne pas être issu du groupe chrétien social depuis la Seconde Guerre mondiale. Alors qu'il est chef du gouvernement, il réalise des réformes importantes : dépénalisation de l'adultère, légalisation du divorce, abolition de la peine de mort et abaissement de la majorité à 18 ans.
De janvier 1981 à janvier 1985, il est président de la Commission européenne succédant à Roy Jenkins. Sa candidature n'était pas soutenue par la France et l'Allemagne mais par le Royaume-Uni. C'est sous la Commission Thorn que la crise britannique (« Je veux que mon argent revienne » de Margaret Thatcher) se règle, en faveur du Royaume-Uni. Il est président du Mouvement européen de 1985 à 1987.
Il préside aussi l’Assemblée générale de l’Organisation des Nations unies. Il est le seul Luxembourgeois à présider cette organisation.

## Carrière dans l’économie
Gaston Thorn est le président du conseil d'administration de la Banque internationale à Luxembourg (BIL) de 1985 à 1999. En parallèle, il est également PDG de la CLT (Compagnie luxembourgeoise de télédiffusion) de 1987 à 1993 et est nommé homme de l'année à cette occasion par le marché international des programmes de Cannes en 1993. Par la suite, il est le président du conseil d'administration de la CLT de 1994 à 1997, puis président du conseil d'administration de 1997 à 2004 de la CLT-UFA.
Gaston Thorn est aussi administrateur d'un grand nombre d'autres sociétés. Ainsi, il est membre du conseil d'administration de l'ABB, groupe helvético-suédois qui opère principalement dans les technologies de l’énergie et de l’automation à partir de la fin des années 1980, jusqu'au milieu des années 1990. Il est à cette même époque aussi membre du conseil d'administration de la British Petroleum, qui est une compagnie britannique de recherche, d'extraction, de raffinage et de vente de produits pétroliers. Il est encore, par ailleurs, président du conseil d'administration de Foyer Finance S.A., qui est une compagnie d'assurances luxembourgeoise, et de la société Tango, premier opérateur alternatif de téléphonie mobile au grand-duché de Luxembourg.
Il fut aussi actionnaire de la société Editpress, S.A. (Luxembourg), président du conseil d'administration des Éditions Revue et collaborateur de l'hebdomadaire le Jeudi.
En 1991, il fut l'un des créateurs de la société Pan European Life (assurances-vie).

## Décorations
- Grand-croix de la Légion d'honneur ( France)
- Grand-croix de l'ordre de la Couronne de chêne ( Luxembourg)
- Grand-croix de l'ordre de Mérite du grand-duché de Luxembourg  ( Luxembourg)
- Grand-croix de l'ordre d'Orange-Nassau ( Pays-Bas)
- Grand-croix de l'ordre de l'Infant Dom Henri ( Portugal)
- Grand-croix de l'ordre du Mérite ( Portugal)
- Grand-croix de l'ordre national du service fidèle (en) ( Roumanie)
- Chevalier grand-croix de l'ordre royal de Victoria ( Royaume-Uni)
- Grand-croix de l'ordre de Pie IX ( Vatican) (promotion 1976)[9]
- Grand cordon de l'ordre de Léopold ( Belgique) (Promotion 1972)[10]
- Grand croix de l'ordre de Dannebrog ( Danemark) (promotion 1972)[11]
- Chevalier grand-croix de l'ordre du Lion néerlandais ( Pays-Bas) (promotion 1976)[12]
- Grand-croix de l'ordre du Faucon  ( Islande) (promotion 1969) [13]

## Compléments